# Aérodrome de Soyo
L'aérodrome de Soyo (code IATA : SZA • code OACI : FNSO) est un aéroport desservant Soyo, une ville dans la province du Zaïre, en Angola.

## Situation
| \| 100 km1:5 636 000 \| Cabinda Catumbela Huambo Kuito Luanda Lubango Luéna Ménongue Moçâmedes Ondjiva Saurimo Soyo M'banza · Congo Aéroport international d'Angola |
| 100 km1:5 636 000 |

Carte statique des aéroports de l'Angola.Carte dynamique des aéroports de l'Angola.

## Compagnies et destinations
| Compagnies           | Destinations                        |
| -------------------- | ----------------------------------- |
| TAAG Angola Airlines | Cabinda, Luanda-Quatro de Fevereiro |

Édité le 25/06/2017  Actualisé le 25/10/2023